# Pancurwening
Pancurwening is een bestuurslaag in het regentschap Wonosobo van de provincie Midden-Java, Indonesië. Pancurwening telt 1945 inwoners (volkstelling 2010).